# گورستان دیشاب
قبرستان دیشاب مربوط به دوره اشکانیان - دوره ساسانیان - سده‌های اولیه دوران‌های تاریخی پس از اسلام است و در شهرستان میانه، بخش کندوان، دهستان تیر چای، هشتصد متری شمال روستای دیشاب واقع شده و این اثر در تاریخ ۲۷ آبان ۱۳۸۶ با شمارهٔ ثبت ۲۰۲۰۶ به‌عنوان یکی از آثار ملی ایران به ثبت رسیده است.